# Меморіальний комплекс «Вічний вогонь» (Сіверськодонецьк)
Меморіальний комплекс «Вічний вогонь» — меморіальний комплекс, братська могила військовослужбовців Червоної армії, які загинули у Другій світовій війни. Розташований у місті Сіверськодонецьк Луганської області.

## Історія
У братській могилі в сквері на перехресті вулиць Юності та Сметаніна поховані військовослужбовці 279-ї та 59-ї стрілецьких дивізій, 831-го артполку, 110-ї танкової бригади та інших військовослужбовців радянських підрозділів і частин.
Поруч із солдатами поховані діти, які загинули під час бомбардування. На цьому місці в 1960 році був встановлений пам'ятник: чаша, покрита прапором. Біля підніжжя пам'ятника був запалений вічний вогонь. У 1975 році на честь 30-річчя Перемоги було споруджено архітектурно-скульптурний комплекс за проектом луганських скульпторів Івана Чумака, Миколи Можаєва, Е. І. Зайцевої та сєвєродонецького архітектора Анатолія Тюкало. Вічний вогонь на комплексі запалив Герой Радянського Союзу мешканець міста Олексій Агафонов.

## Опис

Скульптура «Скорботна матір»

При вході на меморіальний комплекс починається центральна алея з вкрапленнями бутового каменю — уособлення тернистого шляху солдатів у роки війни.
На мармуровому камені при вході написано:

«Убейте войну!

Прокляните войну,

Люди земли!

Мечту пронесите через года

И жизнью наполните!

Но о тех, кто уже не придет никогда

Заклинаю — помните!»

5 бетонних різновисоких колон

Скульптура «Переможці»

Вище по дорозі розташована споруда, яка складається з 5 бетонних різновисоких колон, які нагадують стволи гармат. Між колон укріплені снарядні гільзи-дзвони. В урочисті дні у них дзвонять. Праворуч — невеликий пагорб. Тут поховані захисники Лисхімбуду і загиблі діти. У декількох метрах правіше на прямокутному постаменті скульптура Скорботної матері. Вона стоїть на колінах перед невеликим басейном, наповненим водою. Низько до самої землі схилилася перед пам'яттю тих, хто не дожив до Перемоги, хто назавжди залишився на дорогах війни. Їх уособлюють скульптура «Переможці» — танкіст і піхотинець, який тримає в руці автомат. Особи зовсім юних бійців. Перед ними запалено вічний вогонь.
Вздовж проходу до скульптурної групи, що знаходиться на вершині кургану, встановлені меморіальні плити. На них написані прізвища похованих тут 185 військовослужбовців.
Меморіальна скульптурна композиція виконана з монолітного бетону. Цьому передували ліпні роботи з формової глини й високоміцного гіпсу. Будівництво цього комплексу була загальноміським. У ньому брали участь понад 20 підприємств і організацій. Ліплення виконували не лише луганчани, але і сєвєродонецькі ліпники з, колись існуючого в Сіверськодонецьку, заводу великопанельного житлового будівництва цеху архітектурних деталей, на допоміжні роботи виділили учнів з усіх міських ПТУ. Особи двох 18-річних хлопців з міського ПТУ послужили прообразами в скульптурній групі «Переможці». А вагітна дочка скульптора Можаєва стала моделлю для скорботної матері. Підприємства міста відлили надгробні плити, виготовили дзвони, автоматизували їх синхронну роботу. Перед тим, як замурувати монтажний лаз в основі, усередині його залишили капсулу з вкладеною запискою з зазначенням будівельної організації «Сєвєродонецькпромбуд» і газетою «Комуністичний шлях».
До 75-річчя Сіверськодонецька меморіальний комплекс відреставрували: усунули глибокі, довгі тріщини й відколи на голові та обличчі в скульптурі скорботної матері, в скульптурній композиції «Переможці» й на стовпах провели ремонтно-відновлювальні роботи, замінені бетонні плити. Навпроти скверу, коло футбольного поля Середньої школи № 2 УПЦ МП побудувала каплицю.

## Перелік похованих військовослужбовців
| Звання             | Прізвище, Ім'я, По батькові        | Дата смерті            | Фотографія меморіальної плити |
| ———                | Невідомий солдат                   | 11 лютого 1942 року    |                               |
| Рядовий            | Бугасов Сергій Миколайович         | 2 березня 1942 року    |                               |
| Рядовий            | Дауд Султан                        | 8 липня 1943 року      |                               |
| Старший сержант    | Добромислов Борис Іванович         | 8 липня 1942 року      |                               |
| Рядовий            | Катюхін Костянтин Дмитрійович      | 8 серпня 1943 року     |                               |
| Рядовий            | Коваль Наталія Григор'ївна         | 1 квітня 1943 року     |                               |
| Лейтенант          | Косарєв Іван Федорович             | 7 травня 1943 року     |                               |
| Рядовий            | Кравцов Омелян Михайлович          | 17 липня 1943 року     |                               |
| Молодший сержант   | Курчь Олексій Васильович           | 10 липня 1942 року     |                               |
| Рядовий            | Малахов Іван Степанович            | 24 січня 1942 року     |                               |
| Старший лейтенант  | Мамаєв Сергій Філліпович           | 3 липня 1943 року      |                               |
| Сержант            | Беліченко Афанасій Пилипович       | 1 лютого 1943 року     |                               |
| Рядовий            | Галушка Олександр Кірсанович       | 30 січня 1943 року     |                               |
| Рядовий            | Клецов Степан Григорович           | 31 січня 1943 року     |                               |
| Рядовий            | Кобиляцький Ілля Самойлович        | 1 лютого 1943 року     |                               |
| Сержант            | Луганський Петро Феодосійович      | 31 січня 1943 року     |                               |
| Сержант            | Макаренко Петро Йосипович          | 1 лютого 1943 року     |                               |
| Рядовий            | Сергієнко Павло Васильович         | 31 січня 1943 року     |                               |
| Рядовий            | Твердохліб Яків Іванович           | 31 січня 1943 року     |                               |
| Рядовий            | Шамрай Петро Якович                | 1 лютого 1943 року     |                               |
| Рядовий            | Шевляков Сергій Порфирович         | 31 січня 1943 року     |                               |
| Молодший сержант   | Абдулаєв Хенгерт                   | 16 березня 1943 року   |                               |
| Лейтенант          | Аллаєв Базар                       | 20 листопада 1941 року |                               |
| Рядовий            | Алєксєєв Семен Євстифійович        | 10 березня 1943 року   |                               |
| Молодший лейтенант | Алімов Рахім                       | 17 липня 1943 року     |                               |
| Рядовий            | Багашвілі Шакру                    | 20 листопада 1942 року |                               |
| Рядовий            | Баришев Олексій Федотович          | 20 листопада 1941 року |                               |
| Молодший сержант   | Бегалієв Ізраїль                   | 31 січня 1943 року     |                               |
| Рядовий            | Беляєв Микола Миколайович          | 18 липня 1943 року     |                               |
| Рядовий            | Беляков Петро Тихонович            | 20 листопада 1942 року |                               |
| Сержант            | Барілко Сергій Нікіфорович         | 10 вересня 1943 року   |                               |
| Рядовий            | Блінчіков Микола Григорович        | 9 квітня 1942 року     |                               |
| Рядовий            | Богатський Микола Іванович         | 25 лютого 1942 року    |                               |
| Рядовий            | Богдашин Григорій Микитович        | 28 листопада 1941 року |                               |
| Рядовий            | Богословський Василь Федорович     | 12 лютого 1942 року    |                               |
| Рядовий            | Борисевич Сергій Кирилович         | 10 лютого 1942 року    |                               |
| Лейтенант          | Боркун Василь Олександрович        | 23 березня 1942 року   |                               |
| Старший сержант    | Боцман Іван Григорович             | 19 червня 1943 року    |                               |
| Рядовий            | Бочко Олексій Андрійович           | 17 липня 1943 року     |                               |
| Рядовий            | Брагін Федір Михайлович            | 4 серпня 1943 року     |                               |
| Рядовий            | Бутаєв Валівіч                     | 25 лютого 1942 року    |                               |
| Лейтенант          | Вагін Петро Олексійович            | 10 серпня 1942 року    |                               |
| Сержант            | Вакула Нестор Олексійович          | 2 лютого 1943 року     |                               |
| Сержант            | Волкогон Іван Іванович             | 7 лютого 1942 року     |                               |
| Молодший сержант   | Вторушин Іван Іванович             | 15 березня 1943 року   |                               |
| Рядовий            | Видиш Федір Феодосійович           | 18 квітня 1943 року    |                               |
| Рядовий            | Галатов Кіндрат Григорович         | 27 липня 1943 року     |                               |
| Старший сержант    | Гамзюк Карп Тихонович              | 31 січня 1943 року     |                               |
| Лейтенант          | Георгобіані Костянтин Абібович     | 31 січня 1943 року     |                               |
| Рядовий            | Гньотов Олексій Васильович         | 22 квітня 1942 року    |                               |
| Рядовий            | Головін Олексій Давидович          | 10 лютого 1942 року    |                               |
| Рядовий            | Горбачов Василь Дмитрович          | 2 вересня 1943 року    |                               |
| Сержант            | Горбашов Іван Олексійович          | 31 січня 1943 року     |                               |
| Рядовий            | Гординський Петро Кіндратович      | 10 лютого 1942 року    |                               |
| Сержант            | Гормаш Михайло Омелянович          | 29 липня 1943 року     |                               |
| Рядовий            | Горобець Михайло Єфимович          | 16 квітня 1943 року    |                               |
| Рядовий            | Гришуткін Іван Нікіфорович         | 10 липня 1942 року     |                               |
| Рядовий            | Далько Микола Олександрович        | 28 квітня 1943 року    |                               |
| Рядовий            | Данілов Костянтин Іванович         | 16 березня 1942 року   |                               |
| Рядовий            | Денисенко Тимофій Олексійович      | 12 лютого 1942 року    |                               |
| Рядовий            | Дергачів Олексій Герасимович       | 16 липня 1943 року     |                               |
| Рядовий            | Дзюба Іван Єгорович                | 31 травня 1943 року    |                               |
| Лейтенант          | Долгов Валеріан Тимофійович        | 10 липня 1942 року     |                               |
| Рядовий            | Дубровін Петро Вікторович          | 20 липня 1943 року     |                               |
| Рядовий            | Єрьоменко Петро Іванович           | 6 березня 1943 року    |                               |
| Сержант            | Жаниспаєв Апкем                    | 31 січня 1943 року     |                               |
| Рядовий            | Житній Андрій Миколайович          | 24 травня 1943 року    |                               |
| Рядовий            | Зайцев Микола Іванович             | 31 січня 1943 року     |                               |
| Рядовий            | Іскусних Олексій Іванович          | 5 березня 1943 року    |                               |
| Рядовий            | Кадиров Ігам                       | 17 липня 1943 року     |                               |
| Рядовий            | Казаков Михайло Андрійович         | 31 січня 1943 року     |                               |
| Рядовий            | Кацуканов Макар Моісеєвич          | 10 лютого 1942 року    |                               |
| Рядовий            | Келюх Єфим Нілович                 | 5 вересня 1943 року    |                               |
| Рядовий            | Кіжуяк Петро Ігнатьєвич            | 19 травня 1943 року    |                               |
| Молодший сержант   | Кірін Олексій Ільїч                | 9 квітня 1943 року     |                               |
| Рядовий            | Кобиляцький Тимофій Маркович       | 17 липня 1943 року     |                               |
| Рядовий            | Козлов Сергій Володимирович        | 30 липня 1943 року     |                               |
| Сержант            | Козирєв Алмакент                   | 16 липня 1943 року     |                               |
| Рядовий            | Колесун Іван Іванович              | 21 березня 1943 року   |                               |
| Сержант            | Колючков Ісаак Якубович            | 31 січня 1943 року     |                               |
| Рядовий            | Кондратенко Петро Васильович       | 23 березня 1943 року   |                               |
| Старший сержант    | Кононяров Сергій Матвійович        | 23 серпня 1943 року    |                               |
| Сержант            | Константинів Тимофій Костянтинович | 3 серпня 1943 року     |                               |
| Рядовий            | Корюков Сергій Дмитрович           | 26 липня 1943 року     |                               |
| Рядовий            | Косімбаєв Амбулен                  | 10 травня 1942 року    |                               |
| Рядовий            | Косогоров Михайло Михайлович       | 28 червня 1943 року    |                               |
|                    | Котов Василь Йосипович             | 26 квітня 1943 року    |                               |
| Сержант            | Краюк Іван Данилович               | 17 липня 1943 року     |                               |
| Лейтенант          | Кругліков Микола Васильович        | 10 травня 1942 року    |                               |
| Молодший сержант   | Крючков Олександр Олексійович      | 21 березня 1942 року   |                               |
| Рядовий            | Кулаков Петро Максимович           | 14 травня 1943 року    |                               |
| Рядовий            | Кулієв Темур Стендопович           | 8 березня 1942 року    |                               |
| Приватна особа     | Куріна Ганна Остапівна             | 15 березня 1942 року   |                               |
| Рядовий            | Кучура Василь Іванович             | 10 травня 1942 року    |                               |
| Рядовий            | Ланцев Григорій Іванович           | 12 лютого 1942 року    |                               |
| Рядовий            | Ларіонов Борис Єгорович            | 13 лютого 1942 року    |                               |
| Рядовий            | Левченко Олексій Дмитрович         | 9 червня 1943 року     |                               |
| Рядовий            | Лєжов Єфим Євтрочевич              | 3 червня 1942 року     |                               |
| Рядовий            | Лєухін Микола Філіппович           | 1 червня 1943 року     |                               |
| Рядовий            | Ліхоносов Олексій Якович           | 25 травня 1943 року    |                               |
| Рядовий            | Луганський Анатолій Гаврилович     | 11 липня 1942 року     |                               |
| Рядовий            | Лупчич Петро Петрович              | 20 червня 1942 року    |                               |
| Сержант            | Липко Ігнат Несторович             | 19 червня 1943 року    |                               |
| Рядовий            | Лисенко Андрій Гаврилович          | 25 травня 1943 року    |                               |
| Рядовий            | Мадальян Сервіджан Карапетович     | 17 серпня 1943 року    |                               |
| Старший сержант    | Макєєв Іван Григорович             | 22 лютого 1942 року    |                               |
| Рядовий            | Мальцев Костянтин Мефодьєвич       | 28 липня 1943 року     |                               |
| Рядовий            | Маматов Діома                      | 21 березня 1942 року   |                               |
| Рядовий            | Мартиненко Антон Васильович        | 29 липня 1943 року     |                               |
| Сержант            | Махмудов Усман                     | 18 серпня 1943 року    |                               |
| Рядовий            | Мінглібаєв Хайдулхай               | 19 квітня 1943 року    |                               |
| Рядовий            | Міронов Федір Абрамович            | 10 липня 1942 року     |                               |
| Рядовий            | Мурзаєв Абдула                     | 17 липня 1943 року     |                               |
| Сержант            | Назарчук Іван Трофимович           | 20 червня 1942 року    |                               |
| Рядовий            | Наумов Петро Данилович             | 2 лютого 1943 року     |                               |
| Рядовий            | Нелюбов Олексій Федорович          | 24 травня 1943 року    |                               |
| Лейтенант          | Неустроєв Михайло Олександрович    | 31 січня 1943 року     |                               |
| Рядовий            | Носачьов Петро Прокопович          | 21 січня 1943 року     |                               |
| Рядовий            | Носов Петро Андрійович             | 20 травня 1943 року    |                               |
| Рядовий            | Осіпов Дмитро Іванович             | 17 серпня 1943 року    |                               |
| Рядовий            | Панфілов Олексій Кузмич            | 10 липня 1942 року     |                               |
| Єфрейтор           | Панченко Іван Миколайович          | 17 липня 1943 року     |                               |
| Рядовий            | Пауль Василь Данилович             | 17 липня 1943 року     |                               |
| Рядовий            | Перепелиця Давид Петрович          | 28 травня 1942 року    |                               |
| Рядовий            | Перерва Степан Іванович            | 11 лютого 1942 року    |                               |
| Рядовий            | Петрищев Василь Ігнатович          | 23 березня 1942 року   |                               |
| Рядовий            | Петров Микола Олексійович          | 12 серпня 1943 року    |                               |
| Рядовий            | Печений Яків Іванович              | 6 серпня 1942 року     |                               |
| Рядовий            | Пешко Яків Васильович              | 25 лютого 1942 року    |                               |
| Старший лейтенант  | Проваторов Михайло Мінаєвич        | 31 січня 1943 року     |                               |
| Рядовий            | Прядченко Миколай Михайлович       | 17 серпня 1943 року    |                               |
| Рядовий            | Пузанов Федір Дмитрович            | 11 лютого 1942 року    |                               |
| Рядовий            | Пирерко Михайло Іванович           | 23 липня 1943 року     |                               |
| Рядовий            | Разніцин Павло Павлович            | 7 березня 1943 року    |                               |
| Рядовий            | Решетко Павло Іванович             | 24 липня 1943 року     |                               |
| Рядовий            | Сабицький Митрофан Васильович      | 1 травня 1942 року     |                               |
| Рядовий            | Салімов Камал                      | 1 квітня 1943 року     |                               |
| Рядовий            | Самохін Федір Кузьмич              | 1 квітня 1943 року     |                               |
| Рядовий            | Сарсенгалієв Дігангаш              | 8 травня 1942 року     |                               |
| Рядовий            | Свірякін Дмитро Філіппович         | 26 березня 1942 року   |                               |
| Рядовий            | Севостьянов Ілларіон Федорович     | 11 лютого 1942 року    |                               |
| Рядовий            | Селіверстов Ігнат Семенович        | 30 червня 1942 року    |                               |
| Старший лейтенант  | Семенко Михайло Дмитрович          | 18 квітня 1943 року    |                               |
| Рядовий            | Сідоров Петро Іванович             | 3 лютого 1942 року     |                               |
| Підполковник       | Сізов Єфим Іванович                | 26 листопада 1941 року |                               |
| Старший лейтенант  | Сіхорулідзе Анзорі Олександрович   | 6 березня 1943 року    |                               |
| Рядовий            | Скворцов Михайло Олексійович       | 17 травня 1943 року    |                               |
| Лейтенант          | Скорюпін Микола Семенович          | 8 серпня 1943 року     |                               |
| Молодший лейтенант | Соболевський Михайло Аркадійович   | 30 червня 1943 року    |                               |
| Рядовий            | Соколовський Абрам Якович          | 25 лютого 1942 року    |                               |
| Молодший лейтенант | Соколовський Іван Львович          | 31 січня 1943 року     |                               |
| Рядовий            | Старіков Ігнат Кузьмич             | 5 травня 1943 року     |                               |
| Рядовий            | Стебловський Кузьма Дмитрович      | 16 серпня 1943 року    |                               |
| Старшина           | Степанов Федір Васильович          | 6 березня 1943 року    |                               |
| Сержант            | Тимофіїв Микола Георгійович        | 1 квітня 1943 року     |                               |
| Рядовий            | Тимофіїв Петро Тимофійович         | 14 квітня 1943 року    |                               |
| Рядовий            | Ткач Іван Леонтійович              | 5 лютого 1942 року     |                               |
| Старшина           | Ткачов Сергій Кузьмич              | 2 лютого 1943 року     |                               |
| Рядовий            | Толстолуцький Яків Георгійович     | 29 квітня 1943 року    |                               |
| Рядовий            | Торгашов Леонід Андрійович         | 31 січня 1943 року     |                               |
| Рядовий            | Трошкін Михайло Григорович         | 20 липня 1943 року     |                               |
| Рядовий            | Урсун Іван Михайлович              | 21 березня 1942 року   |                               |
| Рядовий            | Фріджашвілі Саліко Креозович       | 22 лютого 1942 року    |                               |
| Старшина           | Хасанов Валентин Ганатолевич       | 27 липня 1943 року     |                               |
| Рядовий            | Хатажуков Черим Татимович          | 31 березня 1943 року   |                               |
| Рядовий            | Ходжаєв Джурбаі                    | 20 червня 1942 року    |                               |
| Рядовий            | Хохлов Іван Якович                 | 30 березня 1943 року   |                               |
| Сержант            | Храмов Філіпп Максимович           | 31 січня 1943 року     |                               |
| Молодший сержант   | Цукерман Ісаак Давидович           | 31 січня 1943 року     |                               |
| Рядовий            | Чорнобаєв Павло Іванович           | 4 серпня 1943 року     |                               |
| Рядовий            | Чорножуков Філіпп Опанасович       | 30 квітня 1942 року    |                               |
| Рядовий            | Чорнуха Семен Євсеєвич             | 24 травня 1943 року    |                               |
| Рядовий            | Чесноков Христофор Миколайович     | 22 березня 1942 року   |                               |
| Рядовий            | Чиканіков Михайло Олексійович      | 3 квітня 1943 року     |                               |
| Рядовий            | Чновіладзе Ясон Соломонович        | 13 травня 1942 року    |                               |
| Рядовий            | Чубов Григорій Тимофійович         | 8 травня 1943 року     |                               |
| Рядовий            | Чудаков Борис Семенович            | 3 грудня 1941 року     |                               |
| Рядовий            | Чумаєв Гейдар Юнусович             | 2 січня 1942 року      |                               |
| Рядовий            | Шаров Степан Матвійович            | 31 липня 1943 року     |                               |
| Рядовий            | Шереметьєв Василь Павлович         | 28 березня 1943 року   |                               |
| Рядовий            | Шукуров Іграм                      | 18 червня 1943 року    |                               |
| Лейтенант          | Щербаков Микола Миколайович        | 10 лютого 1942 року    |                               |
| Рядовий            | Щербань Семен Ілларіонович         | 7 серпня 1943 року     |                               |
| Рядовий            | Щитинін Федір Моісеєвич            | 8 лютого 1942 року     |                               |
| Рядовий            | Яковенко Іван Йосипович            | 30 серпня 1943 року    |                               |
| Рядовий            | Япіргінов Курсін                   | 27 червня 1943 року    |                               |
| Рядовий            | Матухно Сергій Олексійович         | 17 липня 1943 року     |                               |
| Лейтенант          | Метрусенко Микола Миколайович      | 8 серпня 1942 року     |                               |
| Рядовий            | Перегудов Михайло Георгійович      | 7 лютого 1943 року     |                               |
| Рядовий            | Придін Павло Іванович              | 19 липня 1943 року     |                               |
| Рядовий            | Раджабов Аджар                     | 7 липня 1943 року      |                               |
| Рядовий            | Рибін Іван Васильович              | 18 липня 1943 року     |                               |
| Рядовий            | Скоробогатов Іван Миколайович      | 2 вересня 1943 року    |                               |
| Молодший лейтенант | Солоночненко Анатолій Якович       | 9 червня 1943 року     |                               |
| Рядовий            | Ступаков Михайло Іванович          | 31 липня 1943 року     |                               |
| Рядовий            | Супрунов Яків Дмитрович            | 10 липня 1943 року     |                               |

## Галерея

Вхід в меморіальний комплекс
Меморіальна плита при вході
Скульптура "Скорботна матір"
Шлях до скульптури "Переможці"
Каплиця на честь Андрія Первозванного біля меморіального комплексу (УПЦ МП)